# Mermiria
Mermiria is een geslacht van rechtvleugeligen uit de familie veldsprinkhanen (Acrididae). De wetenschappelijke naam van dit geslacht is voor het eerst geldig gepubliceerd in 1873 door Stål.

## Soorten
Het geslacht Mermiria omvat de volgende soorten:
- Mermiria bivittata Serville, 1838
- Mermiria intertexta Scudder, 1899
- Mermiria picta Walker, 1870
- Mermiria texana Bruner, 1889